# Reason (magazine)
Pour les articles homonymes, voir Reason.
Reason est un magazine mensuel américain fondé en 1968, édité par la Reason Foundation . Il défend des positions libertariennes.
Reason se revendique une alternative aux magazines d'opinion de droite et de gauche en faisant valoir des principes de liberté et de choix individuel dans tous les domaines de l'activité humaine, tout en adoptant le point de vue des libertariens de droite sur l'échiquier politique des États-Unis. 
Il diffuse environ 50 000 exemplaires et a été nommé à deux reprises comme l'un des cinquante meilleurs journaux américains par le Chicago Tribune.
Reason et Reason.com sont éditorialement indépendants de la Reason Foundation.

## Histoire
Le magazine a été fondé en 1968 par Lanny Friedlander. En 1978, la Reason Foundation est créée et en 1995 un site web.
Ayn Rand, Milton Friedman, Murray Rothbard, Thomas Sowell ont contribué au magazine.

## Controverses
David Koch est un trustee de la Reason Fondation, et a été critiqué pour avoir exigé des rédacteurs de « suivre ses diktats »,.
Avec d'autres partenaires de l'Atlas Foundation, la Reason Fondation a reçu des financement de Philip Morris International. Le magazine Reason a publié un certain nombre d'articles favorables à l'industrie du tabac, et son journaliste senior Jacob Sullum est un défenseur de l'industrie du tabac,.